# Ilka
Az Ilka az Ilona magyar becenevéből önállósult.

## Rokon nevek
Ila, Illa, Ilon, Ilonka, Ilus, Helén, Heléna

## Gyakorisága
Az 1990-es években szórványos név, a 2000-es években nem szerepel a 100 leggyakoribb női név között.

## Névnapok
- április 23.[2]
- július 31.[2]
- augusztus 18.[2]
- szeptember 23.[2]

## Híres Ilkák
- Gedő Ilka magyar festőművész és grafikus
- Bardóczy Ilka Európa-bajnok (2012) és kétszeres világbajnok (2011, 2012) rúdtánc-sportoló
- Ilka Chase amerikai színésznő